# John Russell, 6:e hertig av Bedford
John Russell, 6:e hertig av Bedford, född 6 juli 1766 på Woburn Abbey, död 20 oktober 1839, var en brittisk aristokrat.

## Biografi
Bedford blev hertig sedan hans äldre broder, den 5:e hertigen av Bedford, plötsligt avlidit utan söner 1802. Liksom medlemmarna av huset Russell i övrigt var denne Russell en whig, och tjänstgjorde som lordlöjtnant på Irland 1806-1807. Hans tredje son var statsmannen lord John Russell. I sitt andra äktenskap fick Russell dottern Lady Louisa Jane Russell, en anmoder till prinsessan Diana.
Gift 1:o i Bryssel 1786 med Georgiana Elizabeth Byng (död 1801), dotter till George Byng, 4:e viscount Torrington; gift 2:o 1803 med lady Georgiana Gordon (1781–1853), dotter till Alexander Gordon, 4:e hertig av Gordon. Han var far till bland andra Francis Russell, 7:e hertig av Bedford, George Russell och John Russell, 1:e earl Russell.